# 1809
1809. је била проста година.

## Догађаји

### Фебруар
- 20. фебруар — Французи су после дуже опсаде заузели Сарагосу, која је одбила Наполеоновог брата Жозефа за краља Шпаније.

### Март
- 4. март — Џејмс Медисон је инаугурисан за 4. председника САД.
- 13. март — Након неуспеха у рату с Русијом и Данском 1808, официрском завером збачен је с престола шведски краљ Густав IV.

### Април
- 9. април — Тиролци предвођени Андреасом Хофером су подигли устанак против француске и баварске окупације.
- 10. април — Почео је Рат пете коалиције када је Аустрија напала Баварску.
- 19. април — Французи су однели тешку победу над Аустријом у Доњој Баварској када су се њихови противници то вече повукли са бојишта.
- 22. април — 5. мај — Хесенски устанак
- 15-18. мај — Битка код Предела
- 15-17. мај — Битка код Малборгета
- 21-22. мај - Битка код Ашперна
- 31. мај — Османлијска војска је поразила српске устанике у бици на Чегру, а војвода Стеван Синђелић је дигао у ваздух складиште барута.

### Јул
- 6. јул — Француска војска под командом Наполеона је победила аустријску војску у бици код Ваграма.
- 27/28. јул – Битка код Талавера де ла Рејна

### Септембар
- 17. септембар — Миром у Фредриксхаму завршен је Фински рат у ком је Русија освојила Финску.

### Октобар
- 2-8. октобар – Чрезвичајна скупштина у Хасанпашиној Паланци
- 8. октобар — Кнез Клеменс фон Метерних је постао министар спољних послова Аустрије.
- 14. октобар — Шенбрунски мир

## Рођења

### Јануар
- 19. јануар — Едгар Алан По, амерички књижевник

### Фебруар
- 12. фебруар — Абрахам Линколн, 16. председник САД. (†1865)

### Април
- 1. април — Николај Гогољ, украјинско-руски књижевник (†1852)

### Мај
- 8. јул — Људевит Гај, хрватски књижевник, новинар и политичар

## Смрти

### Април
- 16. април — Василиј Чичагов, руски адмирал и поларни истраживач.

### Мај
- 31. мај — Јозеф Хајдн, аустријски композитор и диригент.